# تنگسنگ کالو
تنگسنگ کالو (به لاتین: Tönghsöngkalo) یک روستا در میانمار است که در Hsi Hseng Township واقع شده‌است.